# Anna Leisner-Egensperger

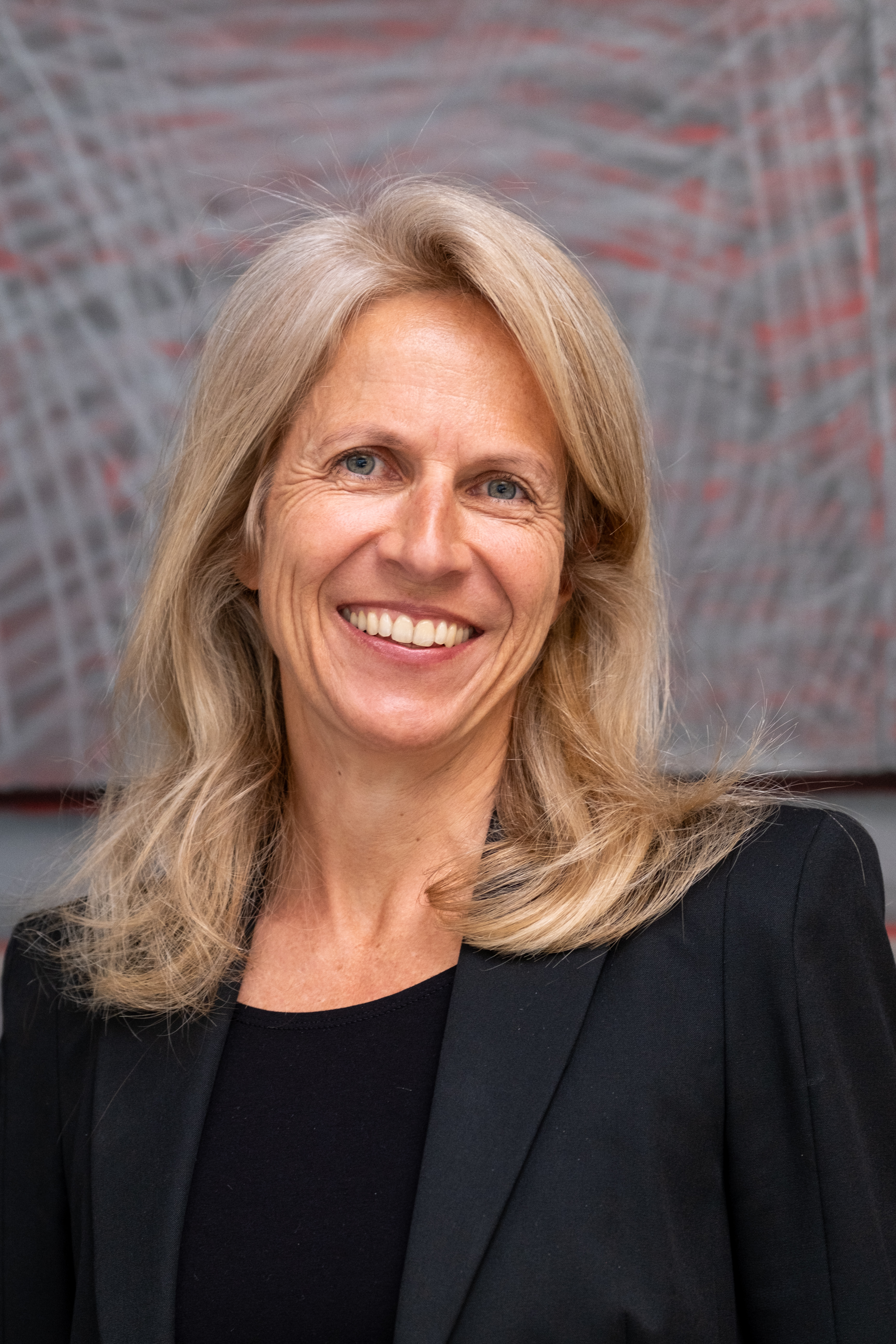
Anna Leisner-Egensperger (2024)

Anna Leisner-Egensperger (* 19. Dezember 1970 in München) ist eine deutsche Rechtswissenschaftlerin.

## Leben
Nach ihrem Abitur am humanistischen Wilhelmsgymnasium München (1989) studierte Anna Leisner-Egensperger als Stipendiatin der Studienstiftung des deutschen Volkes Rechtswissenschaft an der Ludwig-Maximilians-Universität (LMU). 1994 legte sie das Erste, 1996 das Zweite Juristische Staatsexamen ab. Im Jahr 1998 wurde sie mit der Arbeit „Die Leistungsfähigkeit des Staates. Verfassungsrechtliche Grenze der Staatsleistungen?“ promoviert. Unter der Betreuung von Klaus Vogel habilitierte sie sich 2001 mit einer Arbeit zum Thema „Kontinuität als Verfassungsprinzip“.
Seit dem 1. Oktober 2002 ist Leisner-Egensperger Inhaberin eines Lehrstuhls für Öffentliches Recht an der Friedrich-Schiller-Universität in Jena. Ihre Forschungsschwerpunkte liegen im Verfassungs- und Verwaltungsrecht (öffentliches Dienstrecht, Kommunalrecht, Polizeirecht, Bau-, Planungs- und Umweltrecht, Gesundheitsrecht). Sie behandelt aber auch Fragen des Finanz- und Steuerrechts (verfassungsrechtliche Grundlagen, Gemeinnützigkeitsrecht, ausgewählte Probleme des Besonderen Steuerrechts).
Leisner-Egensperger ist verheiratet und hat vier Kinder.

## Mitgliedschaften
Leisner-Egensperger ist Mitglied der Vereinigung der Deutschen Staatsrechtslehrer, der Deutschen Steuerjuristischen Gesellschaft, der Görres-Gesellschaft zur Pflege der Wissenschaft, des Collegium Europaeum Jenense, der Gesellschaft der Freunde und Förderer der FSU Jena e.V. und der Münchener Universitätsgesellschaft.
Im September 2019 gehörte sie zu den etwa 100 Staatsrechtslehrern, die sich mit dem offenen Aufruf zum Wahlrecht Verkleinert den Bundestag! an den Deutschen Bundestag wandten.

## Ausgewählte Schriften
- Die Leistungsfähigkeit des Staates. Verfassungsrechtliche Grenze der Staatsleistungen? Duncker & Humblot, Schriften zum öffentlichen Recht Band 756, 1998, ISBN 978-3-428-09505-6.
- Kontinuität als Verfassungsprinzip. Unter besonderer Berücksichtigung des Steuerrechts, Mohr (Siebeck), IUS PUBLICUM Bd. 83, 2002, ISBN 978-3-428-09505-6.
- Vielfalt. Ein Begriff des Öffentlichen Rechts, Duncker & Humblot, Schriften zum Öffentlichen Recht Band 965, 2004, ISBN 978-3-428-11583-9.
- Gemeinnützigkeitsrecht, in Hübschmann/Hepp/Spitaler (Hrsg.), AO. FGO, abgeschlossen 2015, ISBN 978-3-504-22084-6.
- Kommunalrecht sowie Polizei- und Ordnungsrecht, in: Manfred Baldus/Matthias Knauff (Hrsg.), Landesrecht Thüringen, Nomos Verlag, 2018.